# Episodi speciali di Doctor Who (serie televisiva 1963)
Gli episodi speciali della serie di fantascienza Doctor Who (serie classica), prodotti dalla BBC, celebrano di solito un traguardo della messa in onda dello show (ad esempio The Three Doctors (1973), The Five Doctors (1983), Silver Nemesis (1988), Dimensions in Time (1993)). Spesso, vi è la presenza di più incarnazioni del personaggio protagonista della serie, Il Dottore.
In Italia gran parte degli episodi della serie classica, tra cui quelli sopra citati, sono del tutto inediti.
| Titolo originale         | Titolo italiano | Prima TV UK                         |
| ------------------------ | --------------- | ----------------------------------- |
| The Three Doctors        |                 | 30 dicembre 1972 - 20 gennaio 1973  |
| The Five Doctors         |                 | 25 novembre 1983                    |
| The Two Doctors          |                 | 16 febbraio 1985 - 2 marzo 1985     |
| The Trial of a Time Lord |                 | 6 settembre 1986 - 6 dicembre 1986  |
| Silver Nemesis           |                 | 23 novembre 1988 - 7 dicembre 1988  |
| Dimensions in Time       |                 | 26 novembre 1993 - 27 novembre 1993 |

## The Three Doctors
- Diretto da: Lennie Mayne
- Scritto da: Bob Baker, Dave Martin

### Trama
Il Primo, Secondo e Terzo Dottore vengono riuniti dai Signori del Tempo per fronteggiare un nemico comune.
- Cast: Terzo Dottore (Jon Pertwee), Secondo Dottore (Patrick Troughton), Primo Dottore (William Hartnell), Jo Grant (Katy Manning), Brigadiere Lethbridge-Stewart (Nicholas Courtney)

## The Five Doctors
- Diretto da: Peter Moffatt
- Scritto da: Terrance Dicks

### Trama
Le prime cinque incarnazioni del Dottore sono state rapite dai loro vortici temporali e portate su Gallifrey nella misteriosa "Dead Zone".
- Cast: Quinto Dottore (Peter Davison), Quarto Dottore (Tom Baker), Terzo Dottore (Jon Pertwee), Secondo Dottore (Patrick Troughton), Primo Dottore (Richard Hurndall), Sarah Jane Smith (Elizabeth Sladen), Brigadier Lethbridge-Stewart (Nicholas Courtney), Susan Foreman (Carole Ann Ford)

## The Two Doctors
- Diretto da: Peter Moffatt
- Scritto da: Robert Holmes
- Cast: Sesto Dottore (Colin Baker), Secondo Dottore (Patrick Troughton), Jamie McCrimmon (Frazer Hines), Peri Brown (Nicola Bryant)

### Trama
I Signori del Tempo inviano il Secondo Dottore e Jamie alla stazione spaziale Camera, per mettere fine ai pericolosi esperimenti temporali lì condotti da Dastari, un vecchio amico del Dottore. Dastari ha potenziato geneticamente un selvaggio Androgum di nome Chessene, che ha stretto un'alleanza con i Sontaran. Loro rapiscono il Dottore e lo portano a Seville, dove pianificano di isolare l'imprimatur di Rassilon: il codice genetico che permette ai Signori del Tempo di viaggiare nello spazio-tempo. Il Sesto Dottore e Peri recuperano Jamie e seguono gli altri a Seville, in una corsa contro il tempo con in gioco il passato e il futuro del Dottore.

## The Trial of a Time Lord
- Cast: Sesto Dottore (Colin Baker), Peri Brown (Nicola Bryant), The Valeyard (Michael Jayston)

### Trama
Il Sesto Dottore viene accusato di aver infranto la Prima Legge del Tempo dall'Alto Consiglio di Gallifrey, una legge che vieta l'interferenza nei mondi alieni e negli affari galattici, e viene messo sotto processo.

## Silver Nemesis
- Diretto da: Chris Clough
- Scritto da: Kevin Clarke
- Cast: Settimo Dottore (Sylvester McCoy), Ace (Sophie Aldred)

### Trama
Il Settimo Dottore e Ace visitano l'Inghilterra nel 1988, dove tre fazioni rivali - i Cybermen, un gruppo di neonazisti e una maga del XVII secolo di nome Lady Peinforte - stanno tentando di ottenere il controllo di statue fatte di un metallo vivente, chiamato Validium, che è stato creato da Omega e Rassilon come la difesa definitiva per Gallifrey.

## Dimensions in Time
- Diretto da: Stuart McDonald
- Scritto da: John Nathan-Turner
- Cast:  Settimo Dottore (Sylvester McCoy), Sesto Dottore (Colin Baker),  Quinto Dottore (Peter Davison), Quarto Dottore (Tom Baker), Terzo Dottore (Jon Pertwee), Susan Foreman (Carole Ann Ford), Brigadier Lethbridge-Stewart (Nicholas Courtney), Romana II (Lalla Ward), Ace (Sophie Aldred), The Rani (Kate O'Mara)

### Trama
La malvagia Signora del Tempo Rani ha aperto una voragine nel tempo, per avere accesso alla linea temporale del Dottore. La usa per scorrere le vite del Dottore, facendo sì che lui e i suoi compagni saltino avanti e indietro tra le sue incarnazioni passate e presenti. La sua intenzione è quella di catturare tutte le incarnazioni del Dottore in un loop temporale, intrappolandolo per sempre nell'East End di Londra.